# Provincia de Nueva Inglaterra

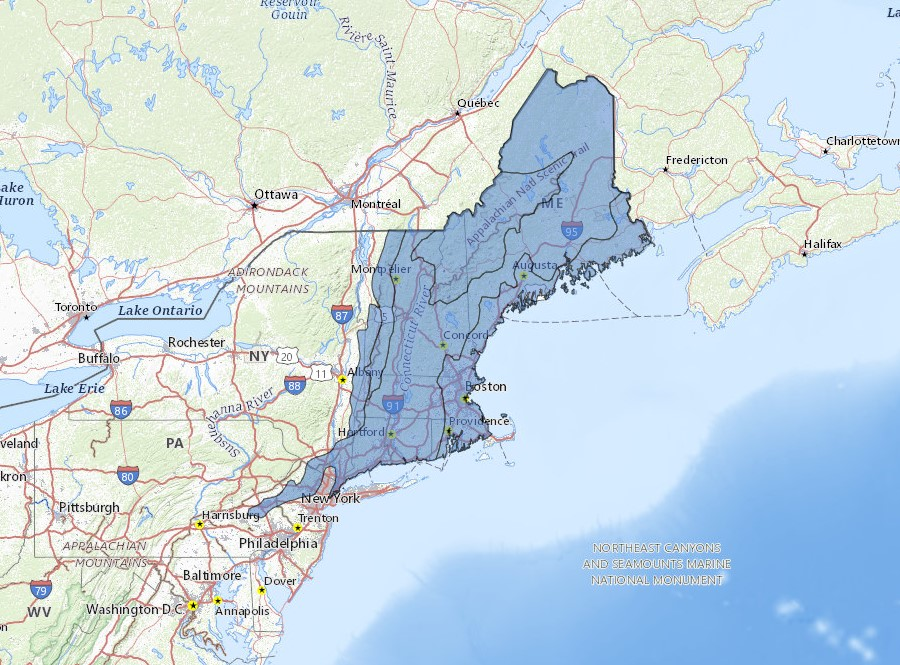
Mapa de la Provincia de Nueva Inglaterra.

La provincia de Nueva Inglaterra es una provincia fisiográfica de la división más grande de las tierras altas de los Apalaches del este de Norteamérica. La provincia consta de las secciones Seaboard Lowland, New England Upland, Montañas Blancas, Green Mountains y Montañas Tacónicas, en la región de Nueva Inglaterra.

## Geología
Gran parte de los acuíferos de lecho rocoso de la provincia de Nueva Inglaterra se encuentran en rocas consolidadas de origen sedimentario, ígneo y metamórfico . Algunos de estos acuíferos, principalmente en la parte occidental de Vermont, consisten en rocas carbonatadas (principalmente piedra caliza, dolomita y mármol). Estas rocas consolidadas producen agua principalmente de planos de estratificación, fracturas, diaclasas y fallas, más que de poros intergranulares.
Al igual que las provincias fisiográficas adyacentes, una gran parte de la provincia de Nueva Inglaterra estuvo penillanurada durante los períodos Jurásico y Cretácico, luego se elevó, se diseccionó extensamente y finalmente se glació.